# 올스턴갈색쥐
올스턴갈색쥐(Scotinomys teguina)는 비단털쥐과에 속하는 설치류의 일종이다. 멕시코 치아파스주부터 파나마 서부에 이르는 중앙아메리카에서 발견된다. 올스턴갈색쥐는 가청 음파와 초음파 대역 둘 다에서 소리를 내기 때문에 의사소통 습성에 대한 연구의 중요한 대상이 된다.